# 陳再乞
陳再乞（1922年—2010年）是一位台灣柔道選手，出生於台中縣梧棲鎮，曾在1958年亞洲運動會獲得柔道金牌，為台灣獲得第一面亞洲運動會柔道金牌。2010年病逝，追贈柔道十段。